# Parque Reptilandia
Parque Reptilandia is een dierenpark gespecialiseerd in reptielen in Dominical in Costa Rica. 

## Beschrijving
Parque Reptilandia heeft met ruim negentig soorten de grootste en diverste collectie reptielen van Costa Rica. De soorten worden in ruim beplante terraria en buitenverblijven gehouden en bij enkele verblijven hebben de bezoekers ook zicht onder water. Het park heeft een ruime collectie inheemse en uitheemse groefkopadders, wurgslangen en toornslangachtigen. Tot de collectie hagedissen behoort de enige Komodovaraan van Midden-Amerika. Verder houdt Parque Reptilandia meerdere soorten schildpadden, spitssnuitkrokodillen en enkele soorten boom- en gifkikkers.